# Sporting Club Chabab de Mohammédia
L'Sporting Club Chabab de Mohammédia, sovint conegut com a SCCM Mohammédia, és un club de futbol marroquí de la ciutat de Mohammédia.

## Palmarès
- Lliga marroquina de futbol:[1]
  - 1980
- Copa marroquina de futbol:[2]
  - 1972, 1975

## Futbolistes destacats
- Tariq Chihab
- Ahmed Faras
- Noureddine Kacemi
- Rachid Rokki